# ثقوب شمية
الثقب الشمية (بالإنجليزية: Olfactory foramina)‏ هي ثقب موجودة ضمن الصفيحة المصفوية، تساهم في نقل العصب الشمي.